# Лорънс Тейлър
Лорънс Хулиус Тейлър (роден на 4 феврари 1959), по прякор „L.T.“, е член на Залата на Славата като бивш американски футболист. Тейлър играе цялата си кариера като нападател за New York Giants (1981 – 1993) в National Football League (NFL). Той се смята за един от най-великите играчи в историята на футбола, и е класиран като най-големия отбранителен играч в историята на лигата от бивши играчи, треньори, членове на медии и на новини, като например NFL Network и Sporting News.
След кариера в University of North Carolina (UNC) (1978 – 1981), Тейлър е преместен от Джайънтс като втория избран през 1981 NFL Draft. Въпреки че противоречия заобиколиха избора поради договорните изисквания на Тейлър, двете страни бързо решават проблема. Тейлър печели няколко отбранителни награди след сезона си на новобранец. През 80-те и началото на 90-те години на ХХ век, Тейлър е с разрушителна сила на външен нападател, и се зачита с промяна на схемите на подавания, нападателната посока, и нападателни формации, използвани в NFL. Тейлър прави двуцифрени атаки всеки сезон от 1984 през 1990 г., включително и най-високите от 20,5 през 1986. Той също така спечели рекордните три награди за Отбранителен играч на годината на NFL и е избран като най-полезен играч (MVP) на лигата за изпълнението си по време на сезон 1986. Тейлър е един от двамата Отбранителни играчи в историята на NFL спечелили наградата за Най-полезен играч. Той е обявяван за All-Pro от първия отбор във всяка от първите си девет сезона и е ключов член за отбраната на Джайънтс, по прякор „The Big Blue Wrecking Crew“, което носи победите на Ню Йорк на Супербоулите XXI (21) и XXV (25). По време на 1980-те Тейлър, колегите нападатели Карл Банкс, Гари Рийзънс, Брад Ван Пелт, Брайън Кали, Пепър Джонсън и членът на Залата на славата Хари Карсън дават на екипа нападателите на Джайънтс репутация на един от най-добрите в NFL.
Тейлър има спорен стил на живот, по време и след своята кариера на играч. Той признава употреба на наркотици, като кокаин, рано, като втората си година в Лигата, и е бил съкращаван няколко пъти от Лигата за липса на тестове за наркотици. Неговата злоупотреба с наркотици ескалира след оттеглянето му и е арестуван три пъти за опит за притежание на наркотици. От 1998 до 2009 Тейлър живее трезвен и независим от наркотици. Той работи като коментатор на спортни събития след оттеглянето си и започна кариера на актьор.
Неговият личен живот беше под обществен контрол през 2011, когато той се признава за виновен за сексуално поведение, включващо 16-годишно момиче.

## Кариера и статистика

### Статистика
Източници:
| Сезон | Отбор | ИИ  | Н      | Хв | Ярда | ТД(усп.) | Овл | Ярда | ТД(опит) |
| ----- | ----- | --- | ------ | -- | ---- | -------- | --- | ---- | -------- |
| 1981  | NYG   | 16  | 9.5¹   | 1  | 1    | 0        | 1   | 4    | 0        |
| 1982  | NYG   | 9   | 7.5    | 1  | 97   | 1        | 0   | 0    | 0        |
| 1983  | NYG   | 16  | 9      | 2  | 10   | 0        | 2   | 3    | 1        |
| 1984  | NYG   | 16  | 11.5   | 1  | -1   | 0        | 0   | 0    | 0        |
| 1985  | NYG   | 16  | 13     | 0  | 0    | 0        | 2   | 25   | 0        |
| 1986  | NYG   | 16  | 20.5²  | 0  | 0    | 0        | 0   | 0    | 0        |
| 1987  | NYG   | 12  | 12     | 3  | 16   | 0        | 0   | 0    | 0        |
| 1988  | NYG   | 12  | 15.5   | 0  | 0    | 0        | 1   | 0    | 0        |
| 1989  | NYG   | 16  | 15     | 0  | 0    | 0        | 0   | 0    | 0        |
| 1990  | NYG   | 16  | 10.5   | 1  | 11   | 1        | 1   | 0    | 0        |
| 1991  | NYG   | 14  | 7      | 0  | 0    | 0        | 2   | 0    | 0        |
| 1992  | NYG   | 9   | 5      | 0  | 0    | 0        | 1   | 2    | 0        |
| 1993  | NYG   | 16  | 6      | 0  | 0    | 0        | 1   | 0    | 0        |
| Общо  |       | 184 | 132.5³ | 9  | 134  | 2        | 11  | 34   | 1        |

¹ Неофициална статистика (повалянията не са официални статистики до 1982); това число е написано в биографията му като член на Залата на славата и се счита за точна.

² Лидер на Лигата

³ Включително 9,5, който Тейлър неофициално записа като новобранец, общо 142.
Съкращения:
- ИИ = Играни игри
- Н = Нападение
- Хв = Хващане
- ТД = Тъчдаун
- Овл = Овладяване

## Награди
- Pro Bowl (1981 – 1990)
- All-Pro (1981 – 1990)
- Super Bowl шампион (XXI, XXV)
- All-Pro Най-полезен играч на NFL (1986)
- PFWA Най-полезен играч на NFL (1986)
- Лидера на хвърлянията на NFL (1986)
- All-Pro Отбранителен играч на годината на NFL (1981, 1982, 1986)
- NEA Отбранителен играч защита на годината на NFL (1986)
- UPI Отбранителен играч защита на годината на NFC (1983, 1986)
- All-Pro Отбранителен новобранец на годината на NFL (1981)
- Награда Bert Bell (1986)
- Отбор за всички времена за 75-ата годишнина на NFL
- Отбор на десетилетието на NFL
- Оттеглен участник в New York Giants под номер 56
- Класиран като 3-ти за Топ 100: Най-великите играчи на NFL
- Залата на славата на професионалния футбол (1999)
- Член на New York Giants Ring of Honor